# Doris Konradi
Doris Konradi  (* 1961 in Köln) ist eine deutsche Schriftstellerin.

## Leben
Doris Konradi studierte nach dem Abitur Volkswirtschaftslehre, Germanistik, Romanistik und Niederlandistik. Anschließend arbeitete sie als Choreografin und absolvierte Seminare für kreatives Schreiben und für Drehbuchautoren. Seit 1997 schreibt sie Romane, Erzählungen und Drehbücher. 2003 erhielt sie beim Kurzgeschichten-Wettbewerb um den Bettina-von-Arnim-Preis den 3. Preis. 2016 war sie Preisträgerin des Hamburger Stadtschreiberstipendiums Hamburger Gast. Für ihre Erzählung Der Maulwurf erhält Konradi 2017 einen Förderpreis des Literaturpreises Ruhr.
Doris Konradi lebt als freie Schriftstellerin mit ihrer Familie in Köln.

## Werke (Auswahl)
- Fehlt denn jemand, Köln 2005, ISBN 3-938476-02-8
- Frauen und Söhne, Köln 2007, ISBN 978-3-938476-17-8
- Aufstand der Drogistinnen, 2012, ISBN 978-3-943182-03-3
- Am Rand der Haut, 2020, ISBN 978-3-944286-29-7
- Gemeinsam mit Dorissa Lem: Perpetuum. Ein Text-Bild-Journal. Mit einem Vorwort von Marie T. Martin. ISBN 978-3-9505056-0-3
- Aber die Insel, 2022, ISBN 978-3-942788-69-4
- Die Hühneresserin, 2024, ISBN 978-3-942788-82-3